# Moštanica
 Ovo je glavno značenje pojma Moštanica. Za druga značenja pogledajte Moštanica (razdvojba).
Moštanica (Mošćanica, Mošćenica) je naselje u Republici Hrvatskoj, u sastavu Grada Petrinja, Sisačko-moslavačka županija. Prigradsko je naselje Petrinje.
Nalazi se u petrinjskoj župi Preobraženja Gospodnjeg. Zaštitnik župe je sv. Jakov apostol. Stanovnici štuju ovog svetca preko 130 godina, koliko postoji kapela posvećena njemu.

## Stanovništvo
Prema popisu stanovništva iz 2001. godine, naselje je imalo 89 stanovnika te 38 obiteljskih kućanstava.
| broj stanovnika | 367   | 405   | 363   | 473   | 547   | 613   | 540   | 581   | 450   | 450   | 393   | 338   | 293   | 270   | 89    | 93    | 67    |
|                 | 1857. | 1869. | 1880. | 1890. | 1900. | 1910. | 1921. | 1931. | 1948. | 1953. | 1961. | 1971. | 1981. | 1991. | 2001. | 2011. | 2021. |